# Gan (roi de Balhae)
Pour les articles homonymes, voir Gan.
Gan (hangeul : 간왕 ; hanja : 簡王) (mort en 818) est le neuvième roi du royaume de Balhae en Corée. Il a régné de 817 à sa mort.